# مشروع دلتا طوكر الزراعي

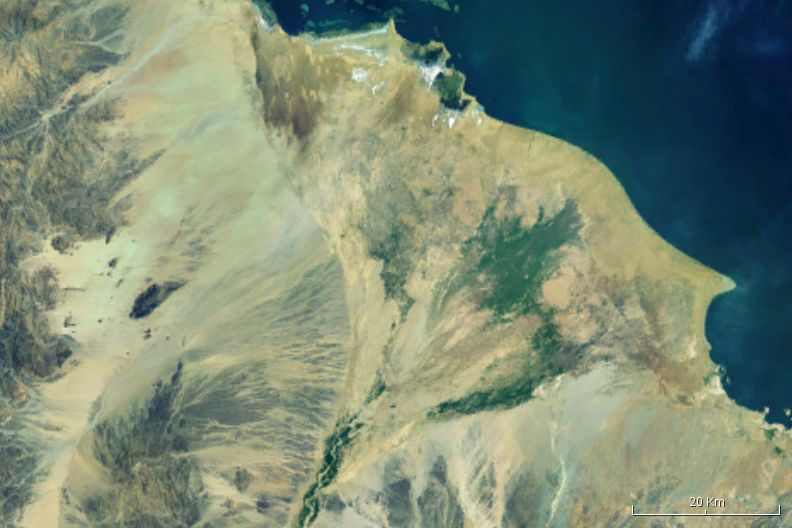
دلتا طوكر

مشروع دلتا طوكر الزراعي  يقع على بعد 90 كيلومتر جنوب ميناء سواكن وعلى بعد 145 كيلو جنوب ميناء بورتسودان. وتتوسط مدينة طوكر، والمشروع الذي يمتد من ساحل البحر الأحمر إلى مسافة 40 كيلومتر جنوباً.
ويعتبر المشروع الذي أنشأ أصلاً لزراعة القطن كمحصول هام للصادر والذرة الرفيعة كغذاء لسكان المنطقة واحد من أهم المشاريع الزراعية بشرق السودان لزراعة القطن الذرة والخضروات بكافة أنواعها إضافة لزراعة زهرة الشمس وبعض التوابل والنباتات الطبية والعطرية.
تقع دلتا طوكر داخل منطقة ذات مناخ جاف لا يتناسب معدل الأمطار فيها مع أي نشاط زراعي مطري، ولذا فإن نشاط السكان الزراعي والرعوي ينحصر بصفة أساسية داخل الدلتا التي كونها خور بركة الموسمي والذي يفيض خلال موسم الخريف من منابعه داخل أريتريا على مدى شهرين، ويبلغ إيراد المياه حوالي مليار متر مكعب سنوياً. وتعتبر الأراضي الرسوبية المتجددة سنويا ً بفيضان خور بركة إحدى أخصب أنواع الأراضي بأفريقيا والشرق الأوسط وهي مع مثيلتها في مشروع دلتا القاش الزراعي أخصب أراضي السودان بسبب النسبة العالية من الطمي التي يحملها نهري بركة ونهر القاش سنويا ً من الجبال البركانية في مرتفعات أريتريا حيث تبلغ كثافة الطمي حوالي عشرة كيلوغرامات في المتر المكعب الواحد. وتسمح طبيعة التربة بتسرب المياه إلى الأعماق لعشرة أمتار تقريباً، وبالتالي تحتفظ التربة برطوبة تكفي لإنبات المحاصيل، بما فيها القطن ذو الموسم الطويل دون الحاجة إلى ري إضافي.
تعتبر دلتا طوكر أول منطقة بالسودان زرع فيها القطن للإنتاج التجاري وأن أحمد ممتاز باشا استجلب من مصر بذرة قطن جوميل ومزارعين.
ازدهرت زراعة القطن في الدلتا في الفترة من سنة 1867 م وحتى قيام الثورة المهدية، حيث تعثر الإنتاج مع هجرة السكان من المنطقة على إثر هجمات قوات «الأمير عثمان دقنة» 

 أمير سواكن ومنطقة شرق السودان ممثلاً للمهدي

## دلتا طوكر
يقصد بها السهل الفيضي الذي يكونه خور بركة] مع روافده قبل وصول بعض مياهه إلي البحر حيث وتقع الدلتا في شمال المنطقة وهي من نوع الدلتا المروحية الداخلية شكلها كالمثلث الذي يقع رأسه عند نهاية خور بركة وقاعدته تمتد نحو الشمال في محاذاة ساحل البحر الأحمر، ويشكل رافديه ضلعان متساويان تقريباً يبلغ طول كل منهما حوالي 45 كيلو متر، بينما تصل المساحة الكلية للدلتا إلى حوالي 1624 كليو متر مربع (أي نصف مليون فدان تقريباً) وتتميز دلتا طوكر بتربتها الفيضية المتجددة والعالية الخصوبة وتعتبر من أفضل أنواع التربة الزراعية في العالم.

## المناخ
يقع المشروع في منطقة السهل الساحلي للبحر الأحمر ويمتاز بمناخ البحر الأبيض المتوسط الحار جاف صيفاً والممطر بارد شتاء، حيث تبلغ معدلات الأمطار حوالي 86 مليمترا تهطل حوالي 70% منها في الشتاء (نوفمبر / تشرين الثاني، ديسمبر / كانون الأول، يناير) / كانون الثاني. كما تغمر أراضي منطقة المشروع مياه فيضان خور بركة في الفترة من منتصف شهر يوليو / تموز، أغسطس / آب، سبتمبر / أيلول. وتتوفر فيها المياه الجوفية حيث يتغذى الخزان الجوفي من الفيضان السنوي لخور بركة الذي يبلغ تصريفه السنوي 400 مليون متر مكعب، وتتراوح أعماق الآبار الجوفية فيه بين 10 و20 متر ومعدل السحب في الساعة 15 - 25 متر مكعب ويناسب مناخ المنطقة زراعة الخضراوات والفواكه الموسمية.

## خور بركة

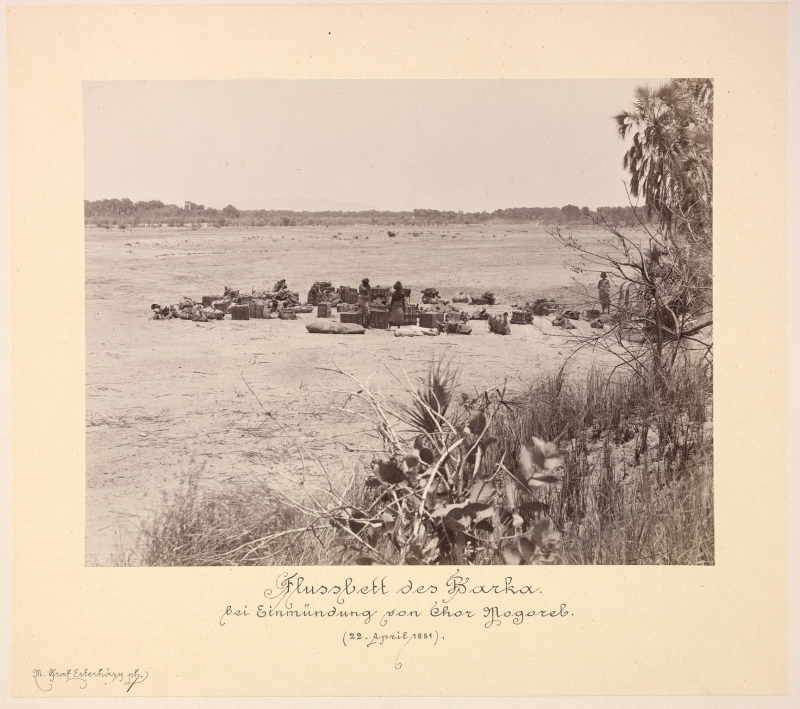
نهر بركة

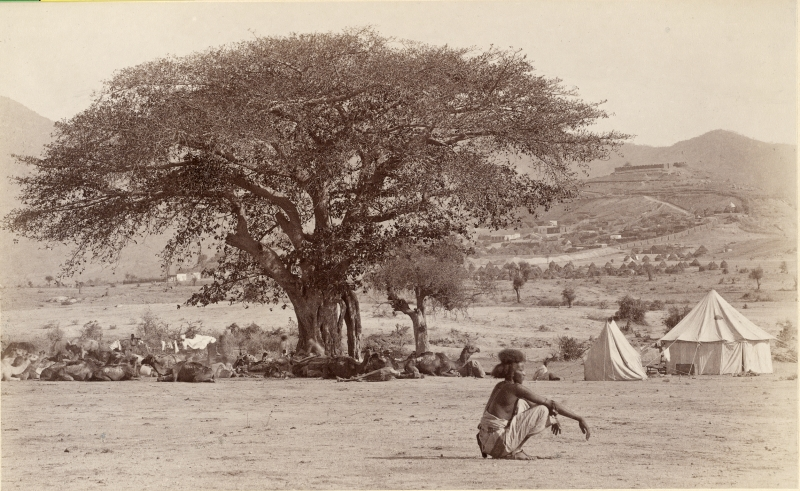
مجرى نهر بركة(1853-1906)

ينحدر خور بركة  من المرتفعات الأريترية. ويبلغ طول مجرى الوادي حوالي 500 كيلو متر واتساعه حوالي 55 كيلو متر تمتد مدة فيضانه من 40 إلى 70 يوماً وتتراوح كمية مياهه ما بين 205 و 980 مليون متر مكعب في السنة.
ويتكون سهله داخل السودان من كثبان رملية ومنحدرات خرسانية نحو المجرى من الجانبين إلي أن يصل إلى هضبة شدن الواقعة علي الجانب الشرقي من المجرى. وبعد مسيرة عشرة كيلو مترات، ينشطر الخور إلي فرعين أساسين هما: خور شرعيت في الشرق، وخور دوير في الغرب. وعند مفترق هذين الفرعين يبدأ تكوين سهل الدلتا حيث تنقلب الحواف إلي أرض سهلية واسعة تغطيها تراكمات ضخمة من الطمي قيل أنها تعادل ثلاث أو أربع مرات أضعاف ما يحمله النيل عند فيضانه.

## تاريخ زراعة القطن في دلتا طوكر
أحمد ممتاز باشا حاكمدار السودان (من 1871 حتى 1872)  هو من أدخل زراعة القطن إلى طوكر. وهو شركسي الأصل درس الهندسة في ألمانيا ثم حضر إلى سواكن كتاجر للأخشاب وأقام بها حيث عمل في منصب مأمور بمصلحة الأشغال قبل أن يتم تعيينه محافظاً على سواكن في عام 1865 م. وقد كتب محافظ سواحل البحر الأحمر «بأن مأمور طوكر، عبد القادر علي، أخطره بأن المياه قد عمت أراضي دلتا طوكر فقامت بها الزراعة. وأن زراعة القطن المزروع من العام الماضي بدأت في الإخضرار إشارة لقرب نضجه.» وأكد المحافظ في كتابه أن زراعة القطن بجهات السودان تمكث عدة سنوات وتنتج محصولاً بلا تعب، وهذا هو الواقع في زراعات طوكر المزروعة في سنوات ماضية إذ يمكن الحصول منها ما يبلغ محصول عدة سنوات بلا مشقة، وأن موسم الزراعة يمتد من شهر أبيب حتى أمشير وأن الصيف بحرارته لا يؤذي الزراعة لاستمرار تساقط الأمطار، بينما الشتاء لا يضرها أيضا حيث لا تشتد فيه البرودة لقربها من خط الاستواء وأطلب النظر في الأمر»
كما أرسل ممتاز باشا خطاباً إلى الحكومة المصرية طالباً ان تمده بمزارعين مهرة للاستعانة بهم في زراعة القطن بالمنطقة وإرشاد الأهالي إلى طريقة الزراعة، وقد أحضر بذرة القطن الأشموني من مصر واستعان على ذلك بإسماعيل باشا أيوب وأرسل أدوات حلج القطن إلى طوكر بحراً عن طريق مرسى ترنكتات. ولاقت زراعة القطن في طوكر نجاحاً كبيراً.
ووفقاً لبعض الروايات التاريخية حول الزراعة في المنطقة فقد كان اهالي طوكر يزرعون الذرة الرفيعة، حتى جاءرجل ينتمي إلى قبيلة الأرتيقة القاطنة في المنطقة ويدعى أولاك وجلب معه كمية من محصول الدخن المستورد من اليمن إلى طوكر، بعد أن قايض فيه ببقرة حلوب، وأدخل زراعته في طوكر ليصبح فيما بعد المحصول الرئيسي في طوكر، غير أن مجيء أحمد ممتاز باشا جعل من زراعة القطن الزراعة الأساسية في دلتا طوكر خاصة بعد أن أنشأ ممتاز باشا محلجا لحلج القطن، وحققت صادر ات القطن نجاحا كبيرا خلال الحرب الأهلية الأمريكية في إلى السوق العالمية عن طريق سواكن.
وبنهاية الحملة البريطانية على السودان بقيادة كتشنر في عام 1900 م عادت زراعة القطن للانتشار مرة أخرى وبلغت في العام نفسه 200 فدان ثم بدأت المساحة تتوسع عاماً بعد آخر. وكان صنفا القطن الأساسيان في المنطقة آنذاك هما «عفيف» و«أصيلي»، وهما من أصناف القطن طويل التيلة الفائقة التي تنتمى إلى نوع الباربادانس. كما أجريت بعض التجارب على القطن الأمريكي من نوع هيرسوتم وأعطت نتائج باهرة بالمستوي الذي أدى إلى النظر في إمكانية استبدال كل القطن في دلتا طوكر بأصناف أمريكية، وهو ما حدث في عام 1960 م واستمر إلى أكثر من خمس عشرة سنة ثم توقف.
استمرت زراعة صنفي عفيفي وأصيلي في طوكر من سنة 1900 م حتى 1920 م، وساد من بداية موسم 1921 م وحتى عام 1934 م صنف يسمى الساكل، الذي بدأ استيراده دورياً من مصر منذ عام 1913 م لمشروع الجزيرة، وفي موسم 1934 / 1935 م تم استبدال صنف الساكل بصنف آخر من نسله أطلق عليه اسم إكس 130 وهو أول الأنسال المتطورة من أقطان اللامبرت المقاوم للفيروس المتسبب في تجعد الأوراق، ثم توالت بعد ذلك عملية استخدام الأصناف المشتقة من هذا الأصل وهي إكس 1730 (في مطلع أربعينات القرن الماضي) ثم بار -إكس -إل 1، (في خمسينات القرن ذاته)، وفي موسم 60/ 1961 م أدخل صنف الأكالا واستمرت زراعته حتى موسم 77/ 1978 م توقف بعدها بسبب نموه المبكر الذي يدخله مرحلة تكوين لوز القطن في فترة انتشار آفة دودة القطن، ومن المعروف بأن مرحلة نمو ازهاره نفسها تكون في فترة الأمطار الشتوية وتلبد السماء بالغيوم والتي تجهض عمليات التلقيح وتودى إلى ما يعرف بتصميم اللوز، وتم أخيراً استبدال صنف الأكالا بالأقطان فائقة الطول وأدخل صنف بركات في عام 1979 م والذي استمرت زراعته حتى اليوم.

## المساحة والحيازات
تتباين مساحة القطن السنوية المزروعة في طوكر من عام إلى اخر متأثرة بعدة عوامل أهمها هي:
- حجم الفيضان والذي يعتمد بدوره بصورة أساسية على مدى الاستعدادات التي بذلت للتحكم في مسار المياه وتوجيهها نحو الأراضي الجيدة وحبسها عن التسرب للبحر.
- مساحات الشوائر، وهي مستطيلات من الذرة الرفيعة بأضلاع 25×30 متر تزرع حول نبات القطن لصد رياح الهبباي وعادة تحتل 25% من المساحة، إلا أن المزارعين يتوسعون فيها أكثر من ذلك إلى نسبة تصل إلى 50% في بعض الأحيان وذلك على حساب زراعة القطن لضمان محصول أكبر من الذرة لتعويضهم عن أسعار القطن التي أنخفضت عالمياً فضلاً عن أن الذرة تشكل هو الغذاء الرئيسي لأهل المنطقة.
- الأراضي الخاصة بكل مزارع، وتسمى «الضمن» وتتفاوت مساحتها من شخص آخر، وإن كانت لا تتجاوز 500 فدان، وعادة ما يشارك صاحب الضمن آخرون في ملكيته يطلق عليهم اسم «تحت الضمن»، وهم شركاء معترف بهم ومسجلون في سجلات مؤسسة دلتا طوكر الزراعية في كشف مرفق مع وثيقة يطلق عليها أورنيك صاحب الضمن. وتخضع الأعداد والأسماء للتعديل من عام إلى آخر حسب تحويل الملكية للورثة وتسوية المنازعات التي تنظرها لجنة مختصة كل عام، إلا أن النظام الحيازات بشكل عام مقنن وثابت. ويستخدم صاحب الحيازة أرضه في حالة غمرها، وليس هناك مجال لاستخدام أرض غيره إذا لم تغمر أرضه بغير الاتفاق مع صاحب الأرض المغمورة. وقد أدى تحول مسار مياه الغمر من الدلتا الغربية وأجزاء من الدلتا الوسطى إلى حرمان بعض المسجلين من الزراعة لعقود كاملة.
- توجد أنواع أخرى من الحيازات تسمى «أرض القبيلة» ويعني بالقبيلة قبيلة الأرتيقة وهي مسجلة باسمها، وإذا غمرها الفيضان توزع على أفراد من تلك القبيلة بشرط أن لاتكون لديهم حيازات. كما توجد أيضا أرض «البياضة»، وهي تابعة لمؤسسة دلتا طوكر ويتم توزيعها بموجب تصاريح لموسم واحد للذين لايملكون أية من الحيازات السابقة إذا تم ريّها.
- هناك بالطبع اتفاقات خارج الأطر الرسمية تتم بين أصحاب تلك الحيازات وأشخاص آخرين مثل الإيجار والزاعة بالنصف وأحيانا بالربع ويسمى «ربع مسكين» وغيرها.

## مساحة أرض دلتا طوكر
المساحة الكلية للدلتا تقدر بحوالي 406,000 فدان، مقسمة إلى 80 حوضاً والتي تقسم بدورها إلى مربعات، مساحة المربع الواحد منها 160 فدان. ونصف هذه المساحة 200,000 غير صالح للزراعة بسبب انتشار الحشائش والكثبان الرملية وأشجار المكسيتوالنصف الآخر تعتمد المساحة المزروعة منه كل موسم على حجم الفيضان.

## أقسام أراضي الدلتا
وتنقسم دلتا طوكر إلى ثلاث مناطق:
1. الدلتا الشرقية: تبلغ مساحتها 125ألف فدان مقسمة إلى 785 مربع، ولا تتعدى المساحة القابلة للزراعة فيها 30 ألف فدان أما باقي المساحة فهو عبارة عن غابات أشجار المسكيت وكثبان رملية تسمى محلياً قيزان وحجارة وأرض مالحة لا تصلح للزراعة.
2. الدلتا الوسطى: وهي ذات الأراضي الأجود، والأكثر قابلية للري حتى في حالات الفيضان المتوسط، وقد أدى استمرار الري فيها إلى ارتفاع منسوب الأرض نتيجة تراكم الطمي بها سنوياً وبالتالي أصبحت تعلو على مستوى أرض الدلتا الغربية. وتبلغ مساحتها 167ألف فدان مقسمة إلى 1036 مربع، والمساحة القابلة للزراعة حاليا تقدر بحوالي 87 ألف فدان وباقي المساحة عبارة عن غابات مسكيت ويمكن الاستفادة منها إذا تمت نظافتها.
3. الدلتا الغربية: تبلغ مساحتها حوالي 128ألف فدان مقسمة إلى 800 مربع، والمساحة القابلة للزراعة حاليا أقل من 100 ألف فدان وهي ممتلئة بأشجار العدليب والكثبان الرملية الثابتة التي تحول دون وصول مياه الفيضان ونتيجة لذلك أهملت الدلتا الغربية وتم هجرها، إلا أنها قد تكون إضافة مهمة للدلتا الوسطى إذا بذلت جهود في نظافتها وتهيئتها.

وتطلق على الأحواض عدة أسماء منها: ابقلم - قليلما - مكريك - برقدبياب - نفيسة - كرمبت

## أهداف المشروع
1. الاستفادة من الموارد الزراعية في تحقيق وفرة في الإنتاج وتنمية الصادرات الزراعية (خضراوات، الأعلاف).
2. خلق فرص عمل وتحسين المستوى المعيشي للسكان.
3. المساهمة في زيادة حصيلة البلاد من العملة الصعبة.

## نظام الري
يتم ريّ المشروع عن طريق الري الفيضي وتتميز منطقة المشروع بوجود مخزون جوفي من المياه ويمكن رى المشروع بحفر آبار سطحية أو جوفية بواسطة طلمبات سحب (مولدات لضخ المياه من نوع لستر)

### المزايا التفضيلية للمشروع
1. تمتاز منطقة المشروع بالزراعة العضوية لعدم استخدام الأسمدة والمبيدات.
2. قرب المشروع من موانئ التصدير علي ساحل البحر الأحمر بورتسودان، سواكن ويمكن إحياء ميناء ترنكتات [5] الذي يقع علي بعد 32 كلم من منطقة المشروع ولقربه من أسواق المملكة العربية السعودية.
3. امتياز منطقة المشروع بخلوها من الآفات.
4. قلة تكلفة الإنتاج (خصوبة التربة وتوفر المياه يؤديان الي زيادة الإنتاجية).

### التركيبة المحصولية
تنبني التركيبة المحصولية علي افتراض تخصيص 10% من المساحة للطرق والمنشآت والري.
والتسوير يتم التركيز علي إنتاج الخضر والبقوليات والفاكهة للتصدير بجانب الخضروات الصيفية.

### مكونات المشروع
1) مكونات الرى وتشمل: حفر الآبار الارتوازية، تركيب وحدات الري.
2) مكونات الإنتاج الزراعي: تسوير المشروع، إدخال التقنية الزراعية تجارب حقلية، نظافة الأرض من «المسكيت».
3)المباني والآليات: وتشمل مباني الإدارة، السكن، حفارة، جرارات، أجهزة ومعدات، وسائل نقل والنقل المبرد، طلمبات سحب.

### التسويق
أهم الأسواق العالمية للمنتجات الزراعية هي مجموعة الإتحاد الأوربي والسوق السعودية واسواق دول الخليج الأخرى ودول الكوميسا إضافة للتسويق الداخلي. يمتاز السوق الأوربي بكبر حجم احتياجاته لهذه المنتجات ووجود الفرصة المواتية للسودان لتصدير المزيد من المنتجات البستانية له خاصة في فصل الشتاء. يأتي الشمام كأهم السلع المصدرة يلي ذلك الفاصوليا، الفلفلية، الباذنجان والبصل. تواجه صادر المنتجات البستانية عدة مشاكل أهمها عدم كفاءة الشحن سواء في الشحن الداخلي والنقل المبرد والشحن الجوى وعدم كفاءه الخدمات التسويقية (عملية الفرز والتدرج والتعبئة).